# 모빌고
모빌고(영어: MOBILGO)는 현대케피코가 개발한 전기이륜차 전용 구동시스템이다.

## 상세
2021년 9월 17일 처음 공개됐으며, MOBILGO는 구동시스템, 차량제어, IoT, 냉각시스템 등 토탈 제어 솔루션으로 구성된다. 125~150cc급 내연기관 이륜차 엔진사양과 동급 성능을 구현했으며, 내연기관 이상의 가속 구현과 최고 차속 지속 운행이 가능하다. 또한 96V 고전압 적용 및 시스템 최적화를 통해 험준한 언덕길에서도 주행이 가능하고, 대한민국 최초로 수냉시스템을 적용했다.
| 구분                  | MOBILGO  |
| --------------------- | -------- |
| 최고속도(km/h)        | 90 이상  |
| 1회 충전 주행거리(Km) | 150 이상 |

## 같이 보기
- 모터사이클
- 전기자동차
- 교통수단